# Kusuma Wardhani
Kusuma Wardhani (ur. 20 lutego 1964 w Makasarze, zm. 12 listopada 2023 tamże) – indonezyjska łuczniczka. Srebrna medalistka olimpijska z Seulu.
Zawody w 1988 były jej jedynymi igrzyskami olimpijskimi. Indywidualnie zajęła 19. miejsce, w rywalizacji drużynowej Indonezyjki zajęły drugie miejsce. Partnerowały jej Lilies Handayani i Nurfitriyana Saiman.